# Форкадос (річка)
Річка Форкадос (Forcados) — річка в Нігерії, одна з приток Нігеру. Використовується для судноплавства з початку XX століття. Форкадос перетинає дельту Нігеру з півночі на південь через штат Ріверз;
Її витоком вважається роздвоєння Нігера на Нун і Форкадос за 32 км на південь від населеного пункту Абох. Форкадос протікає через малозаселені болотисті місцевості та мангрові зарості. Впадає в Атлантичний океан на захід від затоки Бенін. Довжина річки приблизно дорівнює 198 км. Притоки Форкадос — річки Асі і Варрі (праві притоки).
Форкадос перетинає населені пункти Бурутц, Патані, Сагбама, Бомаді.
У гирлі річки розташований нафтоналивний термінал фірми Shell.
З річки Форкадос можна вийти до морського порту Варрі.